# Bezirk Frankfurt (Oder)
Der Bezirk Frankfurt (Oder), auch Bezirk Frankfurt, wurde 1952 nach Auflösung der Länder in der DDR als einer von insgesamt 14 Bezirken eingerichtet.

## Verwaltungsgliederung
Der Bezirk umfasste die Stadtkreise Frankfurt (Oder), Eisenhüttenstadt (vom 1. Februar 1953 bis zum 12. November 1961 Stalinstadt) und Schwedt/Oder (ab dem 17. September 1961) sowie die folgenden Kreise:
1. Angermünde
2. Bad Freienwalde
3. Beeskow
4. Bernau
5. Eberswalde
6. Eisenhüttenstadt-Land (bis zum 13. November 1961 Fürstenberg)
7. Fürstenwalde
8. Seelow
9. Strausberg

Mit der Wiedererrichtung der Länder auf dem Gebiet der DDR im Jahre 1990 wurden die Bezirke aufgelöst. Der Bezirk Frankfurt (Oder) wurde dem Land Brandenburg zugeordnet.

## Regierungs- und Parteichefs

### Vorsitzende des Rates des Bezirkes
- 1952–1956: Franz Peplinski (1910–1991)
- 1956–1960: Günter Springer (1922–2013)
- 1960–1963: Hans Albrecht (1919–2008)
- 1963–1969: Harry Mönch (* 1925)
- 1969–1990: Siegfried Sommer (1925–2003)
- 1990–9999: Gundolf Baust (1941–2004)
- 1990–9999: Britta Schellin (Regierungsbevollmächtigte, * 1963)

### Erste Sekretäre derSED-Bezirksleitung
- 1952–1958: Gerhard Grüneberg (1921–1981)
- 1958–1961: Eduard Götzl (1921–1986)
- 1961–1971: Erich Mückenberger (1910–1998)
- 1971–1988: Hans-Joachim Hertwig (1928–1988)
- 1988–1989: Christa Zellmer (1930–2002)
- 1989–1990: Bernd Meier (1944–2005)

## Weitere Daten
Einwohner:
- (1961): 655.500
- (1964): 652.464
- (1971): 681.402
- (1981): 704.808

## Wappen
Durch die Siegelordnung der DDR vom 28. Mai 1953 verloren alle regionalen Wappen ihre Bedeutung als Marke bzw. Siegel. Jedoch wurden die Wappen der Städte und Kreise weiterhin an Gebäuden oder in Publikationen verwendet, ohne eine amtliche Funktion zu erfüllen. Das in einigen Büchern verwendete Wappen des Bezirkes Frankfurt zeigt in Wirklichkeit das Wappen der Stadt Frankfurt (Oder). Amtlich war das Siegelwappen der DDR. Erst durch die Kommunalverfassung der DDR vom 17. Mai 1990 konnten Gemeinden und Kreise erstmals wieder ausdrücklich Wappen führen und als Siegel verwenden.

## Sonstiges
Der Rat des Bezirks vergab jährlich den Heinrich-von-Kleist-Kunstpreis. Preisträger waren u. a. die Kinderbuchautorin Hildegard Schumacher, der Dokumentarfilmer Winfried Junge, die Maler Eberhard Hückstädt und Werner Voigt und der Keramiker Friedrich Stachat.